# Dommeldange (stacja kolejowa)
Dommeldange (luks.: Gare Dommeldange) – stacja kolejowa w mieście Luksemburg, w dzielnicy Dommeldange, w Luksemburgu. Została otwarta w 1862 roku przez Compagnie des chemins de fer de l’Est, operatora linii Société royale grand-ducale des chemins de fer Guillaume-Luxembourg.
Obecnie jest stacją Société Nationale des Chemins de Fer Luxembourgeois (CFL), obsługiwaną przez pociągi Regional-Express (RE) i Regionalbahn (RB).

## Położenie
Znajduje się na linii 10 Luksemburg – Troisvierges w km 20,830, na wysokości 237 m n.p.m., pomiędzy stacjami Luksemburg i Walferdange.

## Linie kolejowe
- 10 Luksemburg – Troisvierges